# 潘帕塔爾

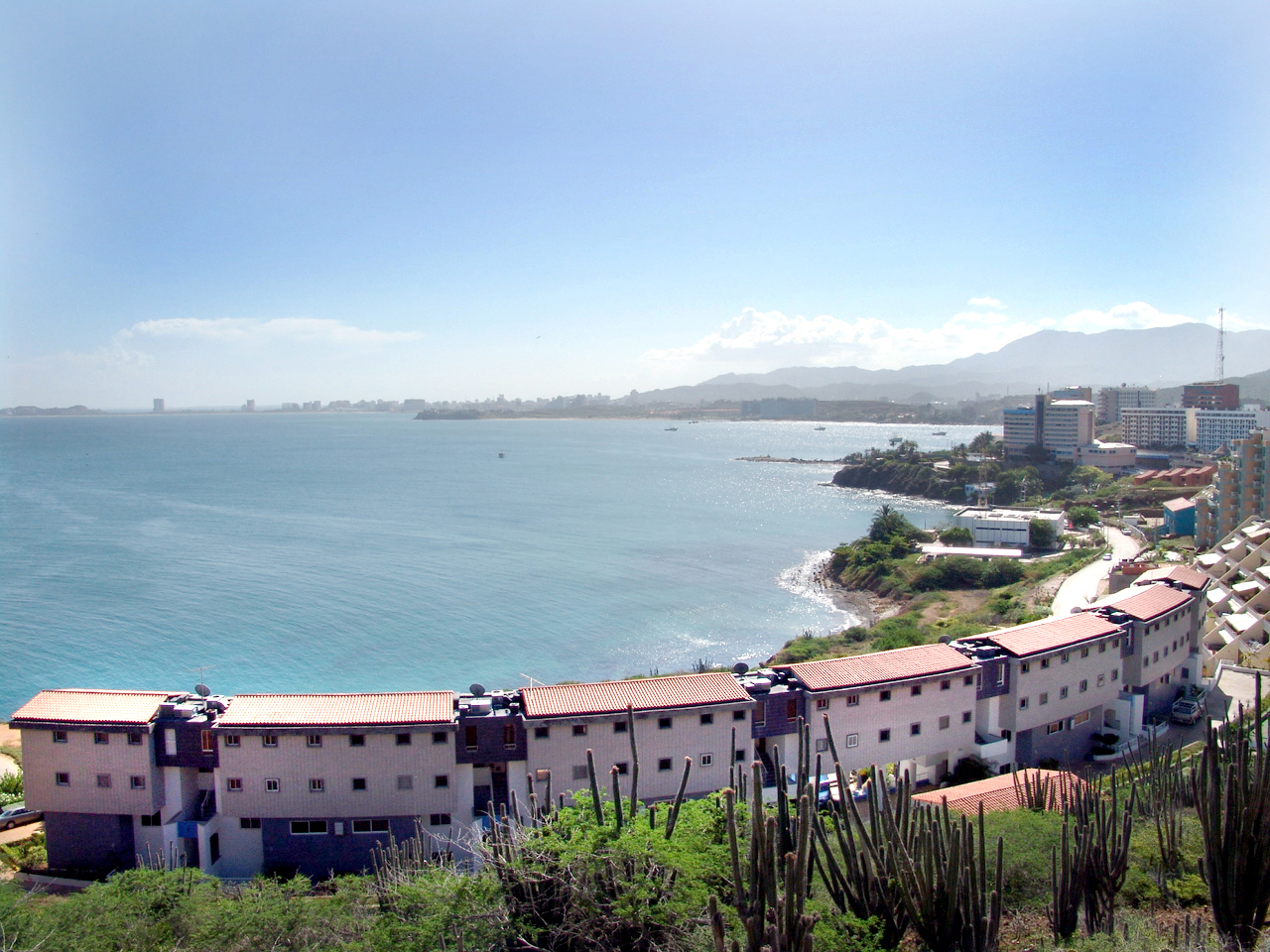

潘帕塔爾是委內瑞拉的城鎮，由新埃斯帕塔州負責管轄，位於該國北部瑪格麗塔島東岸，距離波拉馬爾10公里，始建於1552年，海拔高度25米，每年平均降雨量500毫米，2001年人口35,400。